# Faderen (skuespil)
 Denne artikel omhandler skuespillet Faderen. Opslagsordet har også en anden betydning, se Faderen.
Faderen er en naturalistisk tragedie i tre akter, der er skrevet af den svenske dramatiker August Strindberg i 1887.
Skuespillet omhandler kampen mellem kønnene. En ægtemand, Ritmesteren, bliver af sin hustru, Laura, drevet ind i usikkerhed, svære overvejelser, forvirring og et slagtilfælde. Kaptajnen, der er intellektuel, men som samtidig er overdrevent følsom og har let ved at bruse op, bliver udnyttet af Laura. Laura ønsker, at hendes mand skal destabiliseres mentalt og helst selv tro, at han er sindssyg, så han derefter kan indlægges på et psykiatrisk hospital. For at få ham ned med nakken antyder hun, at han ikke er far til hendes datter Bertha. I et raserianfald kaster han en brændende lampe mod Laura. Der triumferer hun. Nu har hun beviset på, at han er mentalt forstyrret. 
Faderen er et af Strindbergs mest spillede skuespil og er oversat til talrige sprog, heriblandt til dansk af Peter Nansen i 1888. Herhjemme blev det senest opsat på Det Kongelige Teater i 2013, hvor Ritmesteren blev spillet af Søren Sætter-Lassen.